# Fábrica de software
Fábrica de software é um conjunto de recursos (humanos e materiais), processos e metodologias estruturados de forma semelhante àqueles das indústrias tradicionais, utilizando as melhores práticas criadas para o processo de desenvolvimento, testes e manutenções dos softwares.
Utiliza em sua operação indicadores de qualidade e produtividade em cada etapa do ciclo de desenvolvimento de software, bem como busca maximizar a re-utilização de componentes anteriormente desenvolvidos.Tornou-se uma prática comum com o objetivo de massificar a produção de software pela redução de custos.
O termo “fábrica de software” nasceu da adoção do conceito de fábrica tradicional ao processo de desenvolvimento de sistemas e aplicações, ou seja, fábrica de software é a estrutura formada pelo conjunto de profissionais, recursos materiais, processos e metodologias para o desenvolvimento de softwares, sistemas e aplicações, englobando desde a análise de requisitos até a fase de manutenção.

## Características
Cada empresa possui necessidades específicas, sejam operacionais ou de negócios. Porém, desenvolver uma solução eficaz, dentro do tempo adequado, com mão-de-obra especializada e tecnologia atualizada, requer um grande investimento por parte da organização, o que pode afetar sua competitividade.
Por possuir extensa expertise na construção de soluções e no desenvolvimento dos mais diversos tipos de componentes, a fábrica de software acumula não apenas experiência, mas também os próprios elementos integrantes de sistemas e aplicações. Assim, além da redução do tempo usado no desenvolvimento da solução em si, esta variedade de componentes e de expertise em diferentes mercados pode oferecer uma visão mais abrangente e, consequentemente, contribuir com o aproveitamento de soluções em diferentes situações de forma inovadora.
Outra consequência importante que a parceria com uma fábrica de software proporciona é em relação aos custos. Além de o conjunto de expertise e de soluções da fábrica de software diminuir os custos de programação e desenvolvimento de programas, a empresa que conta com a fábrica de software pode reduzir, ou até mesmo eliminar, investimentos e gastos com infraestrutura de software e hardware, com espaço físico para o departamento de TI, com contratação de profissionais e com toda a gestão de desenvolvimento sistemas e aplicações.
Dessa forma, a busca pela redução de custo das empresas leva à parceria com fábricas de software, que, pela diversidade de clientes atendidos eleva sua expertise, o que acarreta na redução de custo de desenvolvimento, reforçando a fábrica de software como a melhor opção.
Todas as etapas do ciclo de desenvolvimento das operações da fábrica de software são realizadas utilizando indicadores de qualidade e produtividade, de acordo com metodologia própria, ferramentas de gestão e processos estruturados para que todos os prazos, custos e requisitos sejam rigidamente seguidos.
Assim como para as fábricas tradicionais, de onde saiu seu conceito, para a fábrica de software existem certificações e conjuntos de boas práticas que regem os processos e legitimam a qualidade dos produtos e serviços oferecidos, como o MPS.Br e CMMI.
As empresas enfrentam desafios sem precedentes e têm menos tempo para incubar novas ideias, fomentar a inovação e fornecer soluções atraentes para os clientes. Uma fábrica de software é composta de várias ferramentas para desenvolvimento e automação do processo geral de criação de softwares, desde a etapa de desenvolvimento até a entrega da produção. Uma fábrica de software também contém todas as ferramentas necessárias para o desenvolvimento de software, incluindo documentação, wiki e gerenciador de código fonte.